# 八丁堀駅
八丁堀駅（はっちょうぼりえき）は、東京都中央区八丁堀にある、東京地下鉄（東京メトロ）・東日本旅客鉄道（JR東日本）の駅である。

## 乗り入れ路線
東京メトロの日比谷線と、JR東日本の京葉線の2社2路線が乗り入れ、接続駅となっている。東京メトロの駅には「H 12」、JR東日本の駅には「JE 02」の駅番号がそれぞれ与えられている。
JR東日本の駅には、京葉線の列車（特急以外のすべての種別） のほか、西船橋駅から武蔵野線に乗り入れる列車も停車する。また、特定都区市内制度における「東京都区内」に属している。

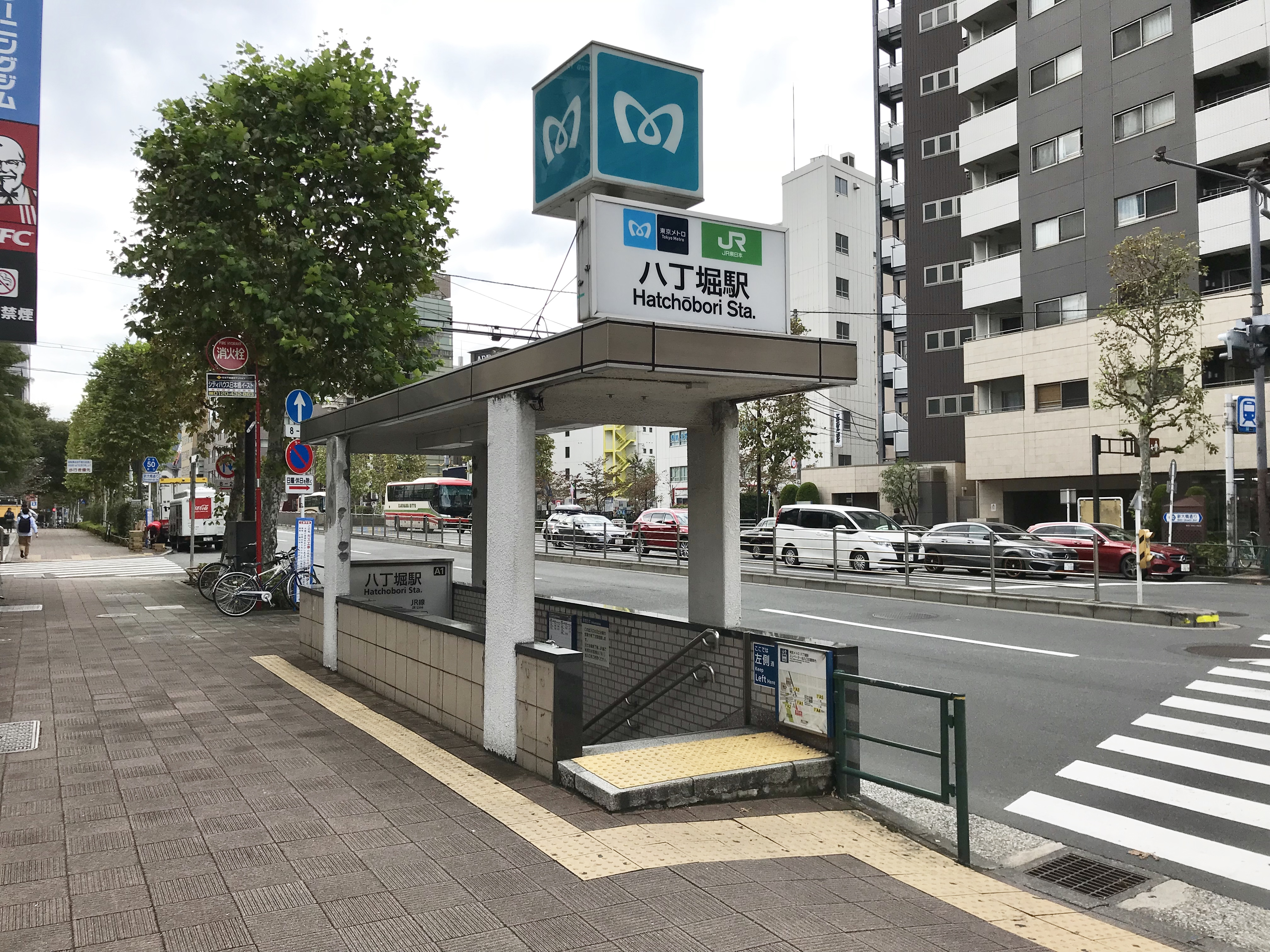
A1番出入口（2018年10月）
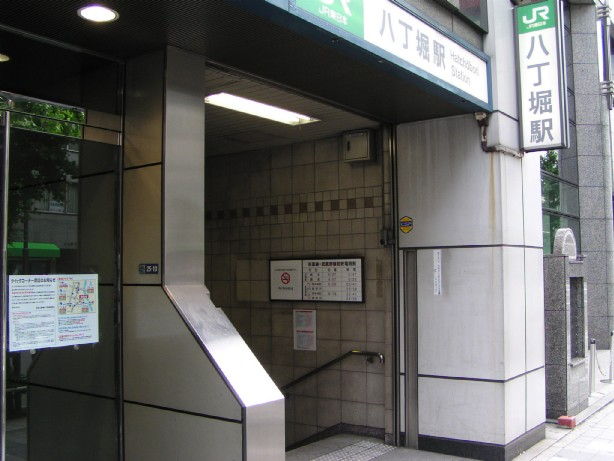
B2番出入口（2005年7月）

## 歴史
- 1963年（昭和38年）2月28日：帝都高速度交通営団（営団地下鉄）日比谷線人形町駅 - 東銀座駅間開通と同時に日比谷線の駅が開業[1]。
- 1990年（平成2年）3月10日：JR東日本京葉線新木場駅 - 東京駅間開通と同時に京葉線の駅が開業し、乗換駅となる[新聞 1]。京葉線建設時の仮称は「新八丁堀駅」。
- 2001年（平成13年）11月18日：JR東日本でICカード「Suica」の利用が可能となる[報道 1]。
- 2004年（平成16年）4月1日：帝都高速度交通営団（営団地下鉄）民営化に伴い、日比谷線の駅は東京地下鉄（東京メトロ）に継承される[報道 2]。
- 2007年（平成19年）3月18日：東京メトロでICカード「PASMO」の利用が可能となる[報道 3]。
- 2009年（平成21年）9月：JR東日本の駅構内で冷房の使用を開始。
- 2010年（平成22年）10月31日：みどりの窓口の営業を終了。
- 2018年（平成30年）12月1日：JR東日本の駅が業務委託化[2]。
- 2020年（令和2年）2月7日：日比谷線ホームで発車メロディの使用を開始[3]。

## 駅構造
日比谷線の築地側と、京葉線の東京側で両路線のホームが交差している。

### 東京メトロ
島式ホーム1面2線を有する地下駅で、新大橋通りの真下に位置する。
茅場町寄りにY字型の引き上げ線があり、夜間留置で使用される。留置される車両は平日・土休日共に中目黒から夜に回送され、翌朝の始発の中目黒行きで出庫する。この引き上げ線は日比谷線の計画当初、東急東横線方面からの輸送需要が多いと予想され、中目黒駅から都心部を超えた当駅で多数の列車が折り返すことを想定したものである。しかし、実際には予想は大きく外れ、東武伊勢崎線方面からの輸送需要が圧倒的に多く、本来の中目黒方面からの折り返しには使用されなかった。
コンコースは南北に分かれ、改札外では行き来できず、京葉線との連絡通路（階段のみ）は築地寄り改札にのみ接続している。エスカレーターは改札内にあり、茅場町寄り改札とホームを連絡している。エレベーターは改札外にあり、A2・A3出入口と築地寄り改札を連絡している。このほか、ホームと築地寄り改札を結ぶ階段には車椅子用の階段昇降機が設置されている。

#### のりば
| 番線 | 路線     | 行先               |
| ---- | -------- | ------------------ |
| 1    | 日比谷線 | 中目黒方面         |
| 2    | 日比谷線 | 北千住・南栗橋方面 |

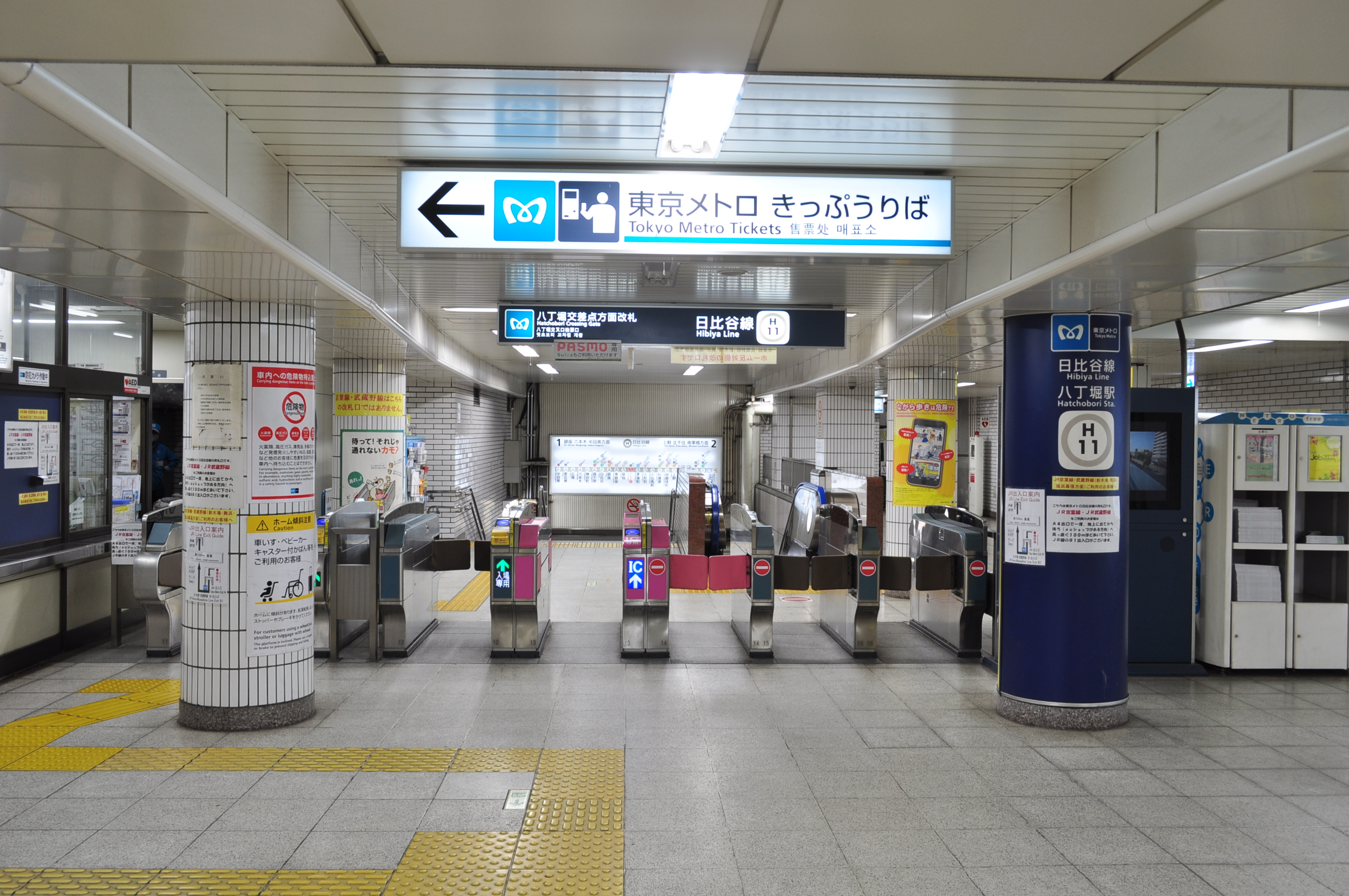
八丁堀交差点方面改札口（2018年3月）
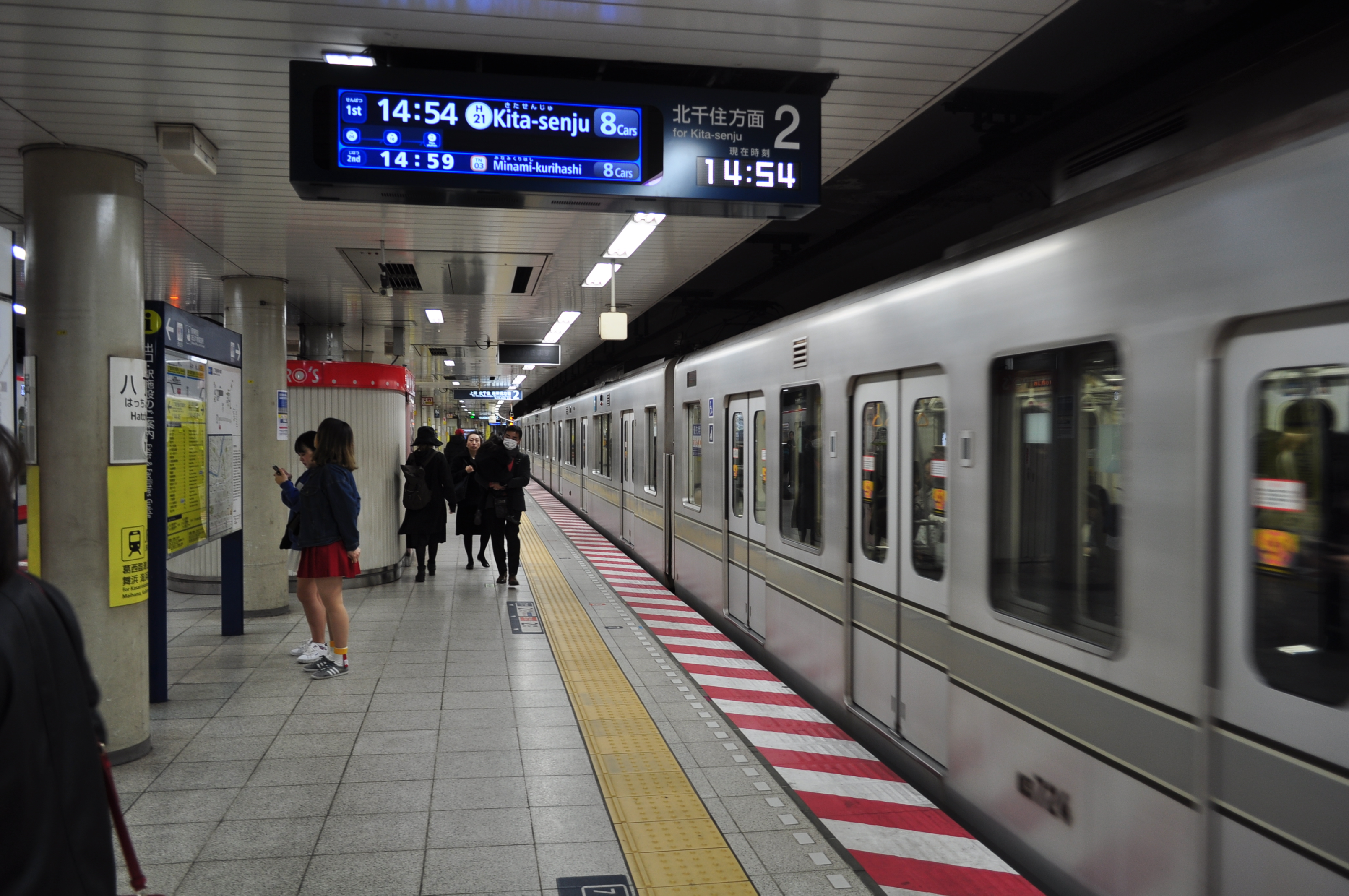
下り線ホーム（2018年3月）
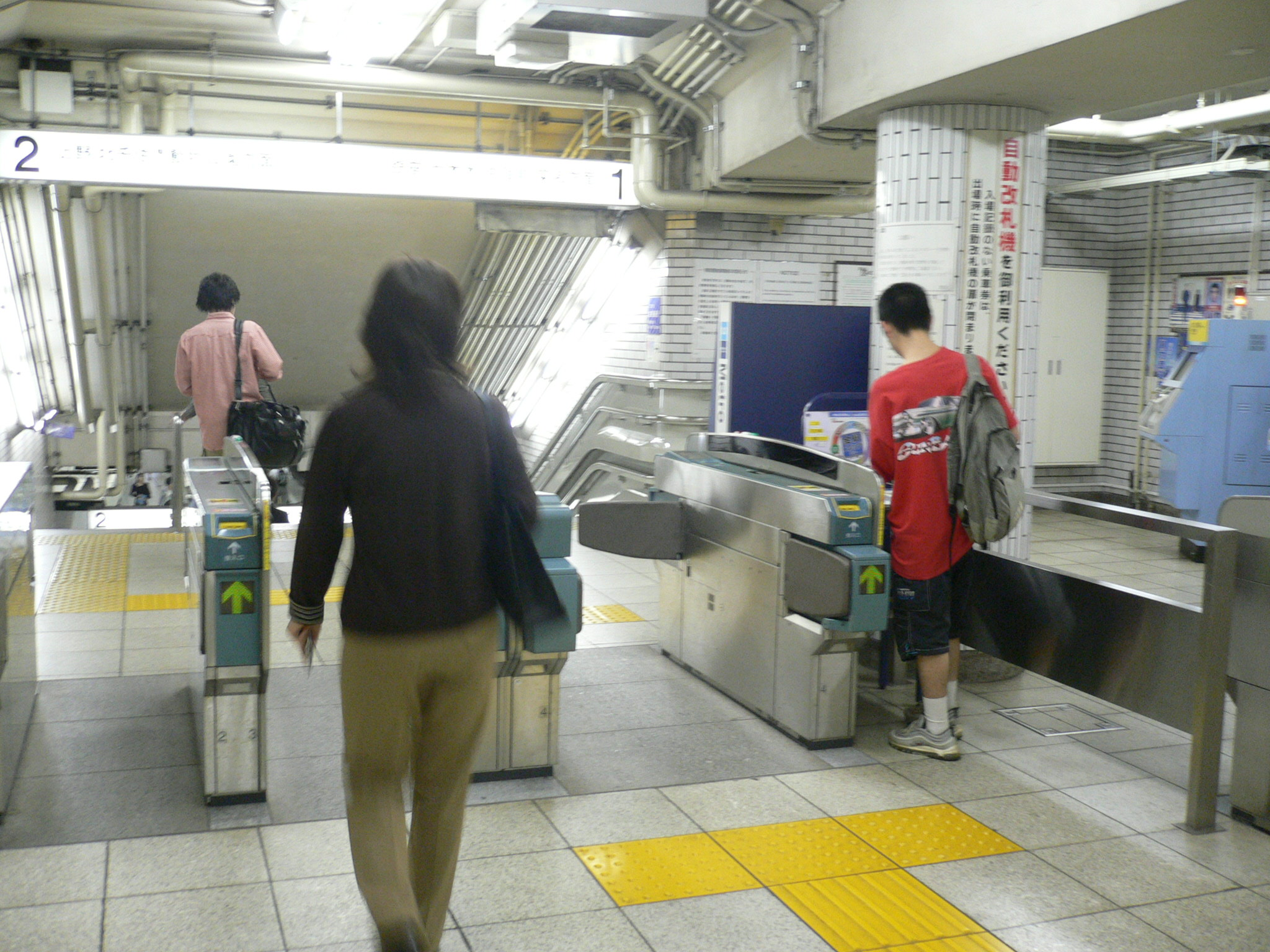
桜川公園方面改札口（2005年10月）
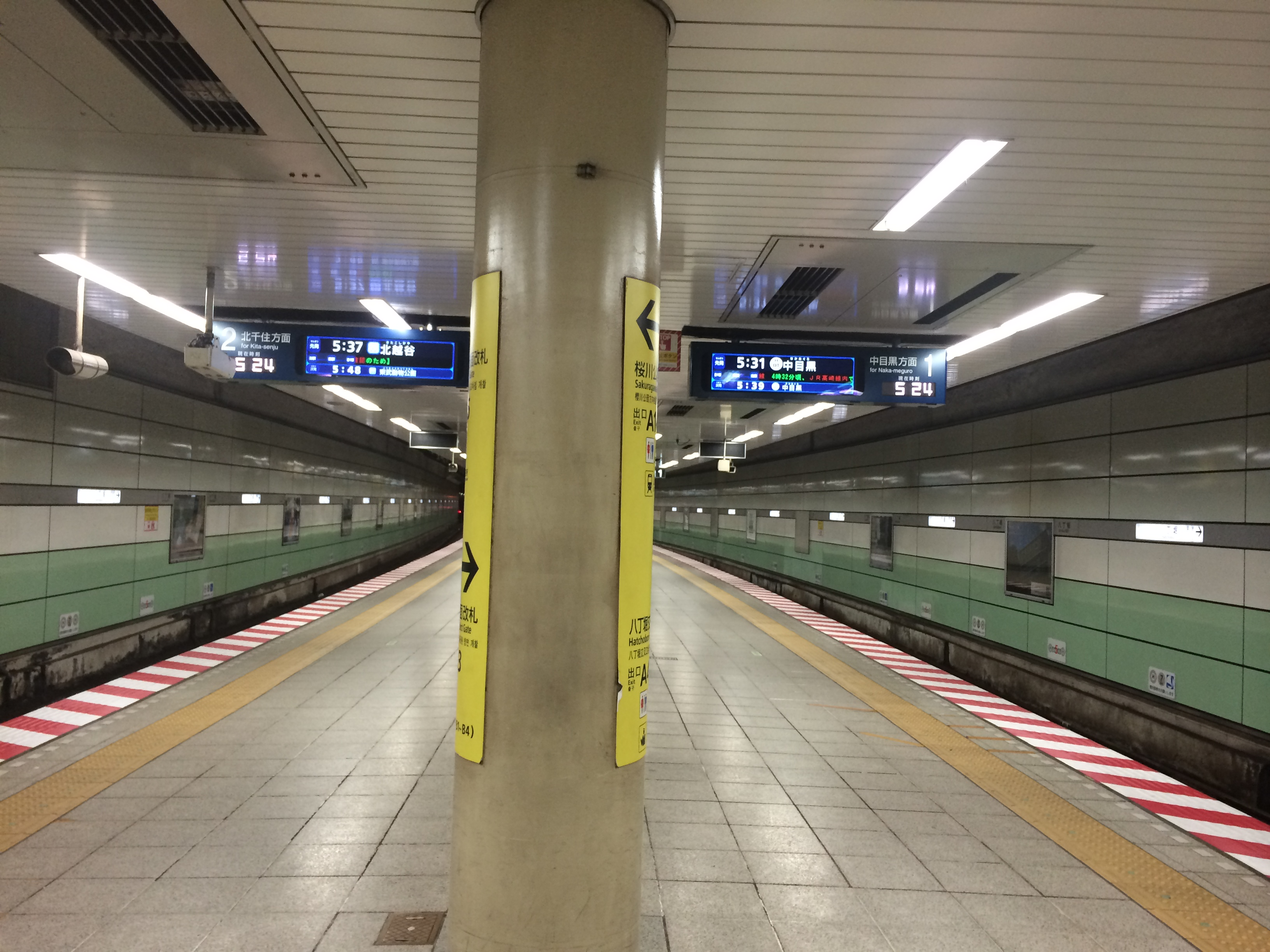
ホーム（2016年11月）

#### 発車メロディ
2020年（令和2年）2月7日より、スイッチ制作の発車メロディ（発車サイン音）を使用している。
曲は1番線が「黄金虫のワルツ」（塩塚博作曲）、2番線が「煌めき」（大和優子作曲）である。

### JR東日本
島式ホーム1面2線を有する地下駅で、鍛冶橋通りの真下に位置する。ホームは日比谷線よりも深い位置にある。改札は1か所で、ホームを連絡するエスカレーターとエレベーターが設置されている。JR管轄の出入口はB1 - B4の4か所で、このうちB2出入口にエレベーターが併設されている。
JR東日本ステーションサービスが駅業務を受託している東京駅管理の業務委託駅。多機能券売機と指定席券売機が設置されている。
現在は、特急列車を除く全ての定期営業列車（快速・各駅停車）が停車する。開業当初は土曜・休日ダイヤにおいて快速（「マリンドリーム」「むさしのドリーム」）は当駅を通過していたが、2002年（平成14年）12月1日から平日ダイヤと同様に停車するようになった。

#### のりば
| 番線 | 路線     | 方向 | 行先                     |
| ---- | -------- | ---- | ------------------------ |
| 1    | 京葉線   | 下り | 舞浜・蘇我方面           |
| 1    | 武蔵野線 | -    | 舞浜・西船橋・新松戸方面 |
| 2    | 京葉線   | 上り | 東京行                   |

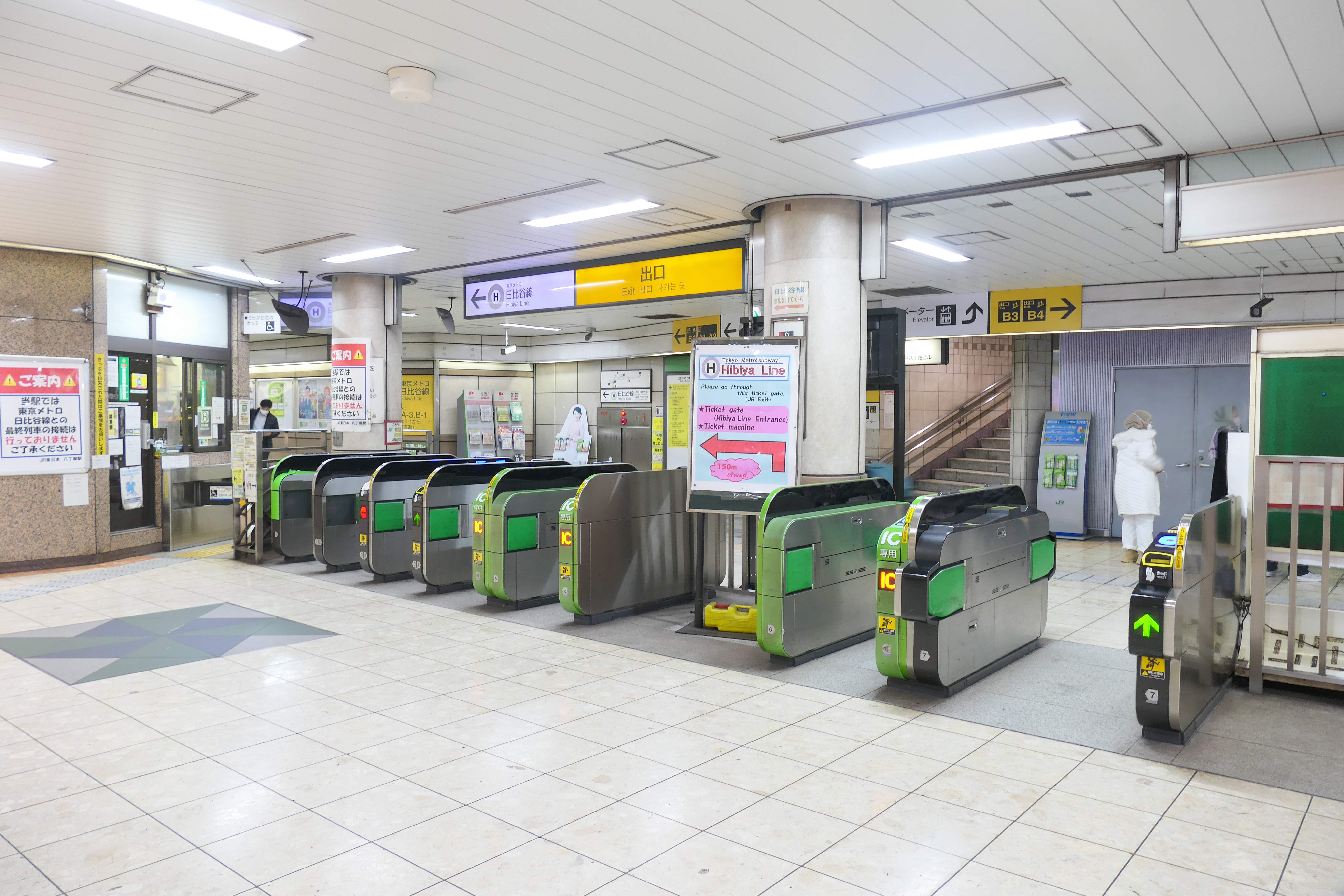
改札口（2023年3月）
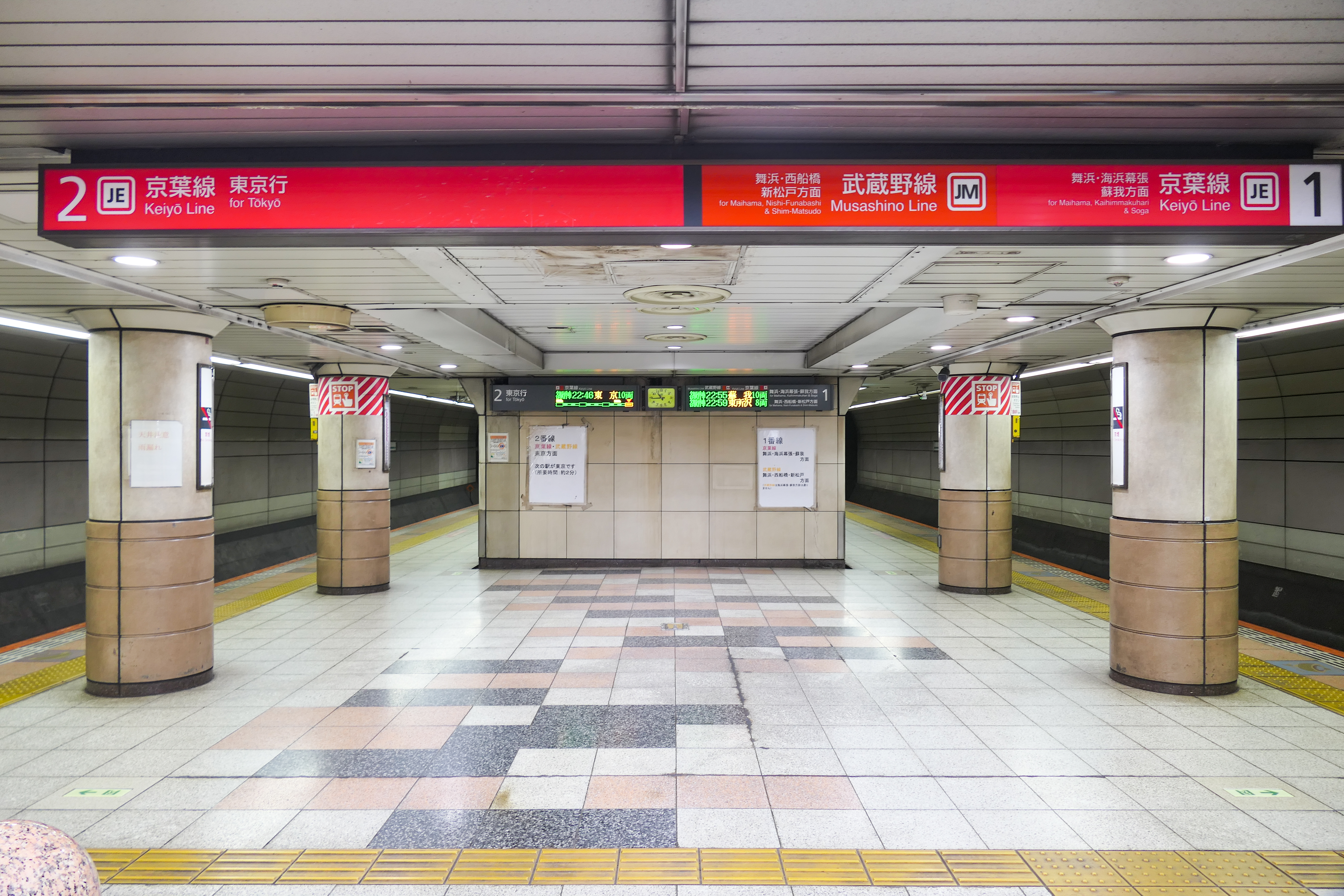
ホーム（2023年3月）
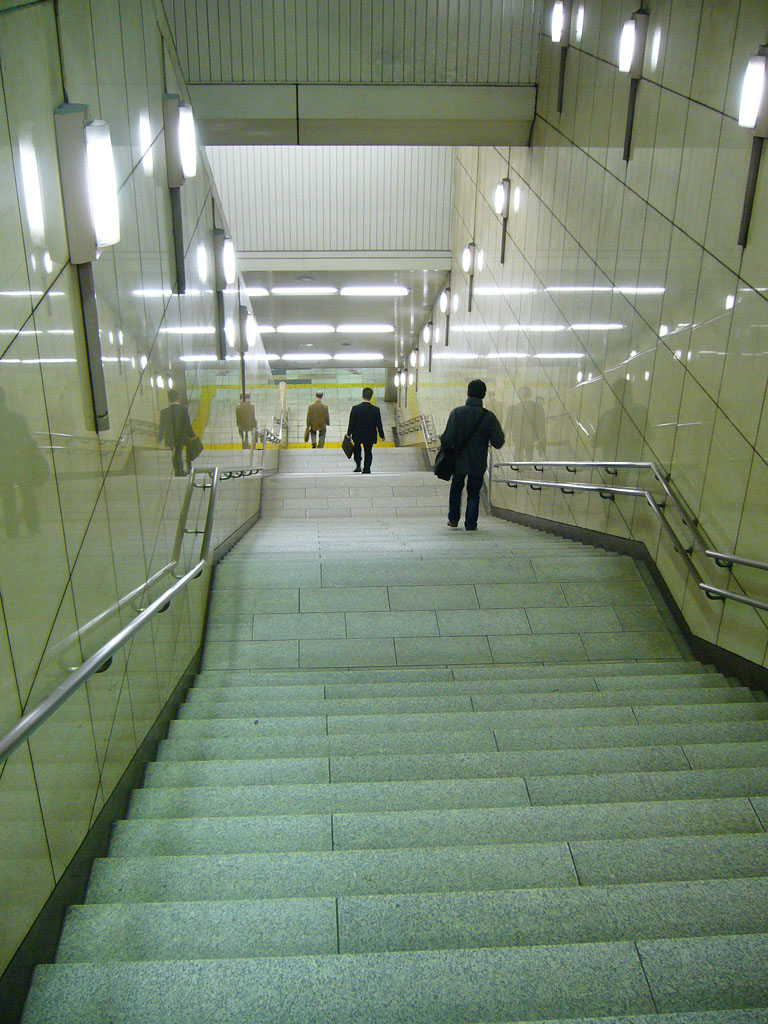
京葉線ホームへと下りる階段（2005年10月）

## 利用状況

### 東京メトロ
2024年度（令和6年度）の1日平均乗降人員は102,173人である。東京メトロ全130駅の中では、恵比寿駅に次いで第34位。
開業後以降の推移は以下のとおりである。

#### 1日平均乗車人員（1962年 - 2000年）
| 1日平均乗車人員推移（営団） （1962年 - 2000年） | 1日平均乗車人員推移（営団） （1962年 - 2000年） | 1日平均乗車人員推移（営団） （1962年 - 2000年） |
| 年度                                            | 乗車人員                                        | 出典 （東京都）                                 |
| ----------------------------------------------- | ----------------------------------------------- | ----------------------------------------------- |
| 1962年（昭和37年）                              | 3,654                                           | [ 都 1 ]                                        |
| 1963年（昭和38年）                              | 6,224                                           | [ 都 2 ]                                        |
| 1964年（昭和39年）                              | 11,443                                          | [ 都 3 ]                                        |
| 1965年（昭和40年）                              | 16,102                                          | [ 都 4 ]                                        |
| 1966年（昭和41年）                              | 17,307                                          | [ 都 5 ]                                        |
| 1967年（昭和42年）                              | 19,847                                          | [ 都 6 ]                                        |
| 1968年（昭和43年）                              | 22,718                                          | [ 都 7 ]                                        |
| 1969年（昭和44年）                              | 25,480                                          | [ 都 8 ]                                        |
| 1970年（昭和45年）                              | 26,901                                          | [ 都 9 ]                                        |
| 1971年（昭和46年）                              | 27,243                                          | [ 都 10 ]                                       |
| 1972年（昭和47年）                              | 29,258                                          | [ 都 11 ]                                       |
| 1973年（昭和48年）                              | 27,767                                          | [ 都 12 ]                                       |
| 1974年（昭和49年）                              | 28,326                                          | [ 都 13 ]                                       |
| 1975年（昭和50年）                              | 28,992                                          | [ 都 14 ]                                       |
| 1976年（昭和51年）                              | 29,542                                          | [ 都 15 ]                                       |
| 1977年（昭和52年）                              | 29,803                                          | [ 都 16 ]                                       |
| 1978年（昭和53年）                              | 29,838                                          | [ 都 17 ]                                       |
| 1979年（昭和54年）                              | 28,913                                          | [ 都 18 ]                                       |
| 1980年（昭和55年）                              | 28,433                                          | [ 都 19 ]                                       |
| 1981年（昭和56年）                              | 28,811                                          | [ 都 20 ]                                       |
| 1982年（昭和57年）                              | 28,767                                          | [ 都 21 ]                                       |
| 1983年（昭和58年）                              | 28,956                                          | [ 都 22 ]                                       |
| 1984年（昭和59年）                              | 29,625                                          | [ 都 23 ]                                       |
| 1985年（昭和60年）                              | 30,351                                          | [ 都 24 ]                                       |
| 1986年（昭和61年）                              | 30,945                                          | [ 都 25 ]                                       |
| 1987年（昭和62年）                              | 31,249                                          | [ 都 26 ]                                       |
| 1988年（昭和63年）                              | 34,751                                          | [ 都 27 ]                                       |
| 1989年（平成元年）                              | 35,301                                          | [ 都 28 ]                                       |
| 1990年（平成02年）                              | 45,551                                          | [ 都 29 ]                                       |
| 1991年（平成03年）                              | 47,844                                          | [ 都 30 ]                                       |
| 1992年（平成04年）                              | 49,493                                          | [ 都 31 ]                                       |
| 1993年（平成05年）                              | 50,934                                          | [ 都 32 ]                                       |
| 1994年（平成06年）                              | 51,077                                          | [ 都 33 ]                                       |
| 1995年（平成07年）                              | 51,404                                          | [ 都 34 ]                                       |
| 1996年（平成08年）                              | 52,044                                          | [ 都 35 ]                                       |
| 1997年（平成09年）                              | 52,093                                          | [ 都 36 ]                                       |
| 1998年（平成10年）                              | 52,008                                          | [ 都 37 ]                                       |
| 1999年（平成11年）                              | 50,861                                          | [ 都 38 ]                                       |
| 2000年（平成12年）                              | 51,079                                          | [ 都 39 ]                                       |

#### 1日平均乗車人員・乗降人員（2001年以降）
| 1日平均乗車人員・乗降人員推移（営団／東京メトロ）（2001年以降） | 1日平均乗車人員・乗降人員推移（営団／東京メトロ）（2001年以降） | 1日平均乗車人員・乗降人員推移（営団／東京メトロ）（2001年以降） | 1日平均乗車人員・乗降人員推移（営団／東京メトロ）（2001年以降） | 1日平均乗車人員・乗降人員推移（営団／東京メトロ）（2001年以降） | 1日平均乗車人員・乗降人員推移（営団／東京メトロ）（2001年以降） | 1日平均乗車人員・乗降人員推移（営団／東京メトロ）（2001年以降） | 1日平均乗車人員・乗降人員推移（営団／東京メトロ）（2001年以降） | 1日平均乗車人員・乗降人員推移（営団／東京メトロ）（2001年以降） | 1日平均乗車人員・乗降人員推移（営団／東京メトロ）（2001年以降） | 1日平均乗車人員・乗降人員推移（営団／東京メトロ）（2001年以降） |
| 年度                                                            | 乗車人員                                                        | 乗降人員                                                        | 乗降人員                                                        | 乗降人員                                                        | 乗降人員                                                        | 乗降人員                                                        | 出典                                                            | 出典                                                            | 出典                                                            | 出典                                                            |
| 年度                                                            | 乗車人員                                                        | 定期外                                                          | 定期                                                            | 合計                                                            | 増加率                                                          | 順位                                                            | メトロ                                                          | 関東広告                                                        | 東京都                                                          | 中央区                                                          |
| --------------------------------------------------------------- | --------------------------------------------------------------- | --------------------------------------------------------------- | --------------------------------------------------------------- | --------------------------------------------------------------- | --------------------------------------------------------------- | --------------------------------------------------------------- | --------------------------------------------------------------- | --------------------------------------------------------------- | --------------------------------------------------------------- | --------------------------------------------------------------- |
| 2001年（平成13年）                                              | 51,068                                                          |                                                                 |                                                                 | 101,775                                                         | 0.6%                                                            | 27位                                                            | [ メ 2 ]                                                        |                                                                 | [ 都 40 ]                                                       |                                                                 |
| 2002年（平成14年）                                              | 50,408                                                          |                                                                 |                                                                 | 100,558                                                         | −1.2%                                                           | 27位                                                            | [ メ 3 ]                                                        |                                                                 | [ 都 41 ]                                                       |                                                                 |
| 2003年（平成15年）                                              | 50,292                                                          | 42,599                                                          | 57,670                                                          | 100,269                                                         | −1.5%                                                           | 27位                                                            | [ メ 4 ]                                                        | [ 関広 1 ]                                                      | [ 都 42 ]                                                       |                                                                 |
| 2004年（平成16年）                                              | 50,753                                                          | 42,892                                                          | 57,834                                                          | 100,726                                                         | 0.5%                                                            | 26位                                                            | [ メ 5 ]                                                        | [ 関広 2 ]                                                      | [ 都 43 ]                                                       |                                                                 |
| 2005年（平成17年）                                              | 51,392                                                          | 44,652                                                          | 57,542                                                          | 102,194                                                         | 1.5%                                                            | 25位                                                            | [ メ 6 ]                                                        | [ 関広 3 ]                                                      | [ 都 44 ]                                                       |                                                                 |
| 2006年（平成18年）                                              | 52,984                                                          | 46,076                                                          | 59,166                                                          | 105,242                                                         | 3.0%                                                            | 25位                                                            | [ メ 7 ]                                                        | [ 関広 4 ]                                                      | [ 都 45 ]                                                       |                                                                 |
| 2007年（平成19年）                                              | 54,967                                                          | 47,374                                                          | 62,362                                                          | 109,736                                                         | 4.3%                                                            | 26位                                                            | [ メ 8 ]                                                        | [ 関広 5 ]                                                      | [ 都 46 ]                                                       |                                                                 |
| 2008年（平成20年）                                              | 54,526                                                          | 46,979                                                          | 62,130                                                          | 109,109                                                         | −0.6%                                                           | 26位                                                            | [ メ 9 ]                                                        | [ 関広 6 ]                                                      | [ 都 47 ]                                                       |                                                                 |
| 2009年（平成21年）                                              | 52,581                                                          | 44,868                                                          | 60,324                                                          | 105,192                                                         | −3.6%                                                           | 26位                                                            | [ メ 10 ]                                                       | [ 関広 7 ]                                                      | [ 都 48 ]                                                       |                                                                 |
| 2010年（平成22年）                                              | 51,488                                                          | 43,321                                                          | 59,710                                                          | 103,031                                                         | −2.1%                                                           | 27位                                                            | [ メ 11 ]                                                       | [ 関広 8 ]                                                      | [ 都 49 ]                                                       |                                                                 |
| 2011年（平成23年）                                              | 50,716                                                          | 42,295                                                          | 59,182                                                          | 101,477                                                         | −1.5%                                                           | 27位                                                            | [ メ 12 ]                                                       | [ 関広 9 ]                                                      | [ 都 50 ]                                                       |                                                                 |
| 2012年（平成24年）                                              | 51,778                                                          | 43,414                                                          | 60,188                                                          | 103,602                                                         | 0.6%                                                            | 30位                                                            | [ メ 13 ]                                                       | [ 関広 10 ]                                                     | [ 都 51 ]                                                       |                                                                 |
| 2013年（平成25年）                                              | 51,803                                                          | 43,962                                                          | 59,740                                                          | 103,702                                                         | 0.1%                                                            | 33位                                                            | [ メ 14 ]                                                       | [ 関広 11 ]                                                     | [ 都 52 ]                                                       |                                                                 |
| 2014年（平成26年）                                              | 51,984                                                          | 43,842                                                          | 60,140                                                          | 103,982                                                         | 0.3%                                                            | 33位                                                            | [ メ 15 ]                                                       | [ 関広 12 ]                                                     | [ 都 53 ]                                                       |                                                                 |
| 2015年（平成27年）                                              | 53,344                                                          | 44,925                                                          | 61,626                                                          | 106,551                                                         | 2.5%                                                            | 33位                                                            | [ メ 16 ]                                                       | [ 関広 13 ]                                                     | [ 都 54 ]                                                       | [ 中 1 ]                                                        |
| 2016年（平成28年）                                              | 54,732                                                          | 46,312                                                          | 62,752                                                          | 109,064                                                         | 2.4%                                                            | 33位                                                            | [ メ 17 ]                                                       | [ 関広 14 ]                                                     | [ 都 55 ]                                                       | [ 中 2 ]                                                        |
| 2017年（平成29年）                                              | 56,247                                                          | 48,074                                                          | 63,850                                                          | 111,924                                                         | 2.6%                                                            | 33位                                                            | [ メ 18 ]                                                       | [ 関広 15 ]                                                     | [ 都 56 ]                                                       | [ 中 3 ]                                                        |
| 2018年（平成30年）                                              | 58,871                                                          | 50,349                                                          | 66,628                                                          | 116,977                                                         | 4.5%                                                            | 33位                                                            | [ メ 19 ]                                                       | [ 関広 16 ]                                                     | [ 都 57 ]                                                       | [ 中 4 ]                                                        |
| 2019年（令和元年）                                              | 59,161                                                          | 49,124                                                          | 68,422                                                          | 117,546                                                         | 0.5%                                                            | 31位                                                            | [ メ 20 ]                                                       | [ 関広 17 ]                                                     | [ 都 58 ]                                                       | [ 中 5 ]                                                        |
| 2020年（令和02年）                                              | 38,247                                                          | 26,405                                                          | 49,886                                                          | 76,291                                                          | −35.1%                                                          | 28位                                                            | [ メ 21 ]                                                       | [ 関広 18 ]                                                     | [ 都 59 ]                                                       | [ 中 6 ]                                                        |
| 2021年（令和03年）                                              | 38,786                                                          | 31,595                                                          | 45,742                                                          | 77,337                                                          | 1.4%                                                            | 31位                                                            | [ メ 22 ]                                                       | [ 関広 19 ]                                                     | [ 都 60 ]                                                       | [ 中 7 ]                                                        |
| 2022年（令和04年）                                              | 45,142                                                          | 40,239                                                          | 49,402                                                          | 89,641                                                          | 15.9%                                                           | 30位                                                            | [ メ 23 ]                                                       | [ 関広 20 ]                                                     | [ 都 61 ]                                                       | [ 中 8 ]                                                        |
| 2023年（令和05年）                                              |                                                                 | 46,259                                                          | 52,664                                                          | 98,923                                                          | 10.4%                                                           | 31位                                                            | [ メ 24 ]                                                       | [ 関広 21 ]                                                     |                                                                 | [ 中 9 ]                                                        |
| 2024年（令和06年）                                              |                                                                 |                                                                 |                                                                 | 102,173                                                         | 3.3%                                                            | 34位                                                            | [ メ 1 ]                                                        |                                                                 |                                                                 |                                                                 |

備考
1. ↑  1963年（昭和38年）2月28日に開業。開業日から同年3月31日までの計32日間を集計したデータ。

### JR東日本
2023年度（令和5年度）の1日平均乗車人員は31,071人である。
開業後以降の推移は以下のとおりである。
| 1日平均乗車人員推移 | 1日平均乗車人員推移 | 1日平均乗車人員推移 | 1日平均乗車人員推移 | 1日平均乗車人員推移 | 1日平均乗車人員推移 | 1日平均乗車人員推移 |
| 年度                | 定期外              | 定期                | 合計                | 出典                | 出典                | 出典                |
| 年度                | 定期外              | 定期                | 合計                | JR                  | 東京都              | 中央区              |
| ------------------- | ------------------- | ------------------- | ------------------- | ------------------- | ------------------- | ------------------- |
| 1990年（平成02年）  |                     |                     | 14,162              |                     | [ 都 62 ]           |                     |
| 1991年（平成03年）  |                     |                     | 17,699              |                     | [ 都 63 ]           |                     |
| 1992年（平成04年）  |                     |                     | 19,877              |                     | [ 都 31 ]           |                     |
| 1993年（平成05年）  |                     |                     | 20,899              |                     | [ 都 32 ]           |                     |
| 1994年（平成06年）  |                     |                     | 21,904              |                     | [ 都 33 ]           |                     |
| 1995年（平成07年）  |                     |                     | 22,224              |                     | [ 都 34 ]           |                     |
| 1996年（平成08年）  |                     |                     | 22,625              |                     | [ 都 35 ]           |                     |
| 1997年（平成09年）  |                     |                     | 23,035              |                     | [ 都 64 ]           |                     |
| 1998年（平成10年）  |                     |                     | 22,912              |                     | [ 都 37 ]           |                     |
| 1999年（平成11年）  |                     |                     | 22,951              |                     | [ 都 38 ]           |                     |
| 2000年（平成12年）  |                     |                     | 23,633              | [ JR 2 ]            | [ 都 65 ]           |                     |
| 2001年（平成13年）  |                     |                     | 24,029              | [ JR 3 ]            | [ 都 66 ]           |                     |
| 2002年（平成14年）  |                     |                     | 24,231              | [ JR 4 ]            | [ 都 67 ]           |                     |
| 2003年（平成15年）  |                     |                     | 25,625              | [ JR 5 ]            | [ 都 68 ]           |                     |
| 2004年（平成16年）  |                     |                     | 26,287              | [ JR 6 ]            | [ 都 69 ]           |                     |
| 2005年（平成17年）  |                     |                     | 26,881              | [ JR 7 ]            | [ 都 70 ]           |                     |
| 2006年（平成18年）  |                     |                     | 27,411              | [ JR 8 ]            | [ 都 71 ]           |                     |
| 2007年（平成19年）  |                     |                     | 28,752              | [ JR 9 ]            | [ 都 72 ]           |                     |
| 2008年（平成20年）  |                     |                     | 29,251              | [ JR 10 ]           | [ 都 73 ]           |                     |
| 2009年（平成21年）  |                     |                     | 28,842              | [ JR 11 ]           | [ 都 74 ]           |                     |
| 2010年（平成22年）  |                     |                     | 28,969              | [ JR 12 ]           | [ 都 75 ]           |                     |
| 2011年（平成23年）  |                     |                     | 28,962              | [ JR 13 ]           | [ 都 76 ]           |                     |
| 2012年（平成24年）  | 11,236              | 18,817              | 30,054              | [ JR 14 ]           | [ 都 77 ]           |                     |
| 2013年（平成25年）  | 11,970              | 18,913              | 30,884              | [ JR 15 ]           | [ 都 78 ]           |                     |
| 2014年（平成26年）  | 12,385              | 18,661              | 31,047              | [ JR 16 ]           | [ 都 79 ]           |                     |
| 2015年（平成27年）  | 12,804              | 19,562              | 32,367              | [ JR 17 ]           | [ 都 80 ]           | [ 中 1 ]            |
| 2016年（平成28年）  | 13,231              | 19,940              | 33,172              | [ JR 18 ]           | [ 都 81 ]           | [ 中 2 ]            |
| 2017年（平成29年）  | 13,987              | 20,301              | 34,289              | [ JR 19 ]           | [ 都 82 ]           | [ 中 3 ]            |
| 2018年（平成30年）  | 14,885              | 20,879              | 35,764              | [ JR 20 ]           | [ 都 83 ]           | [ 中 4 ]            |
| 2019年（令和元年）  | 14,398              | 21,558              | 35,957              | [ JR 21 ]           | [ 都 84 ]           | [ 中 5 ]            |
| 2020年（令和02年）  | 6,469               | 15,877              | 22,347              | [ JR 22 ]           | [ 都 85 ]           | [ 中 6 ] [ 中 7 ]   |
| 2021年（令和03年）  | 8,331               | 14,889              | 23,221              | [ JR 23 ]           | [ 都 86 ]           | [ 中 8 ]            |
| 2022年（令和04年）  | 11,623              | 15,767              | 27,391              | [ JR 24 ]           | [ 都 87 ]           | [ 中 9 ]            |
| 2023年（令和05年）  | 14,348              | 16,723              | 31,071              | [ JR 1 ]            |                     |                     |

## 駅周辺
駅周辺はオフィス街の一角であり、夜間は閑散とする。最も東側にあるB4出入口は亀島川に面している。
- 東京メトロ銀座線京橋駅
- 都営浅草線宝町駅
- 東京マツダ
- キリンビールマーケティング東京支社
- ユニデンホールディングス
- 丸善石油化学
- 三井食品
- いちよし証券
- 日之出出版
- やる気スイッチグループ
- 中央区立京華スクエア
- 中央区役所 新富分庁舎
  - 中央区新富区民館
- 中央区八丁堀区民館
- 中央区立女性センター ブーケ21
- 早稲田大学エクステンションセンター八丁堀校
- 中央八丁堀郵便局
- 中央新富郵便局
- 中央湊郵便局
- 中央新川二郵便局
- ホテル法華イン東京八丁堀
- ホテルサードニクス東京
- ドーミーイン東京八丁堀
- 部落解放同盟中央本部
- マルエツ プチ 八丁堀四丁目店

## バス路線
亀島橋（A5出入口北側）
- 東京都交通局（都営バス）
  - 東15：東京駅八重洲口行 / 深川車庫前行
  - 東16：東京ビッグサイト行・深川車庫前行・有明一丁目行・住友ツインビル前行 / 東京駅八重洲口行

八丁堀駅（A3出入口南側）
- 日立自動車交通
  - 江戸バス（中央区コミュニティバス）北循環：中央区役所行

桜橋（A3出入口西側）
- 東京都交通局（都営バス）
  - 錦11：築地駅前行 / 亀戸駅前行・錦糸町駅前行

## その他
2021年（令和3年）6月に、東京メトロの当駅の多機能トイレ内にてくも膜下出血を発症し倒れた男性が、入室から約7時間発見されずに死亡する事故があった。トイレ内の非常ボタンはブレーカーが切れて電源が入っておらず、30分以上の在室を検知すると自動で駅事務室に通報する装置はケーブルが敷設されていなかった。2022年（令和4年）6月に、東京メトロはこの事故を受けて定期検査の実施などの再発防止策を公表した。2023年（令和5年）9月、男性の遺族側は設備点検を怠った東京メトロの過失と死亡に因果関係があったと主張し、損害賠償を求めて東京メトロを提訴したが、2025年（令和7年）2月に東京地裁は東京メトロの過失を認めた一方、死亡との因果関係は認められないとして請求を棄却した。

## 隣の駅
東京地下鉄（東京メトロ）
 日比谷線
築地駅 (H 11) - 八丁堀駅 (H 12) - 茅場町駅 (H 13)
東日本旅客鉄道（JR東日本）
 京葉線
■快速
東京駅 (JE 01) - 八丁堀駅 (JE 02) - 新木場駅 (JE 05)
■各駅停車（武蔵野線直通含む）
東京駅 (JE 01) - 八丁堀駅 (JE 02) - 越中島駅 (JE 03)